# Monible
Monible (toponimo francese) è una frazione di 36 abitanti del comune svizzero di Petit-Val, nel Canton Berna (regione del Giura Bernese, circondario del Giura Bernese).

## Storia

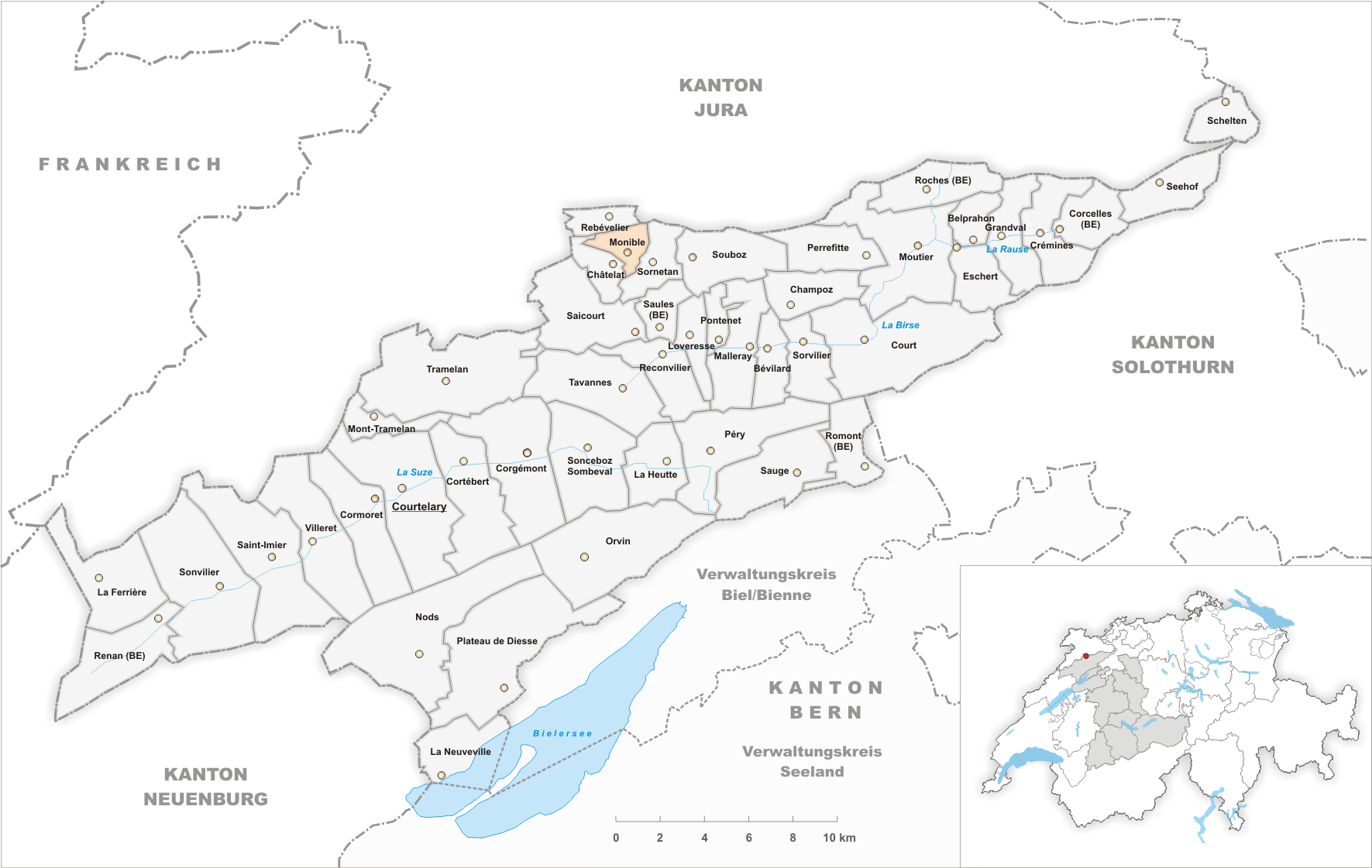
Il territorio del comune di Monible prima degli accorpamenti comunali del 2015

Già comune autonomo che si estendeva per 3,39 km², il 1º gennaio 2015 è stato accorpato agli altri comuni soppressi di Châtelat, Sornetan e Souboz per formare il nuovo comune di Petit-Val.

## Società

### Evoluzione demografica
L'evoluzione demografica è riportata nella seguente tabella:
Abitanti censiti

## Amministrazione
Ogni famiglia originaria del luogo fa parte del cosiddetto comune patriziale e ha la responsabilità della manutenzione di ogni bene ricadente all'interno dei confini del comune.